# シャトークア (オハイオ州)

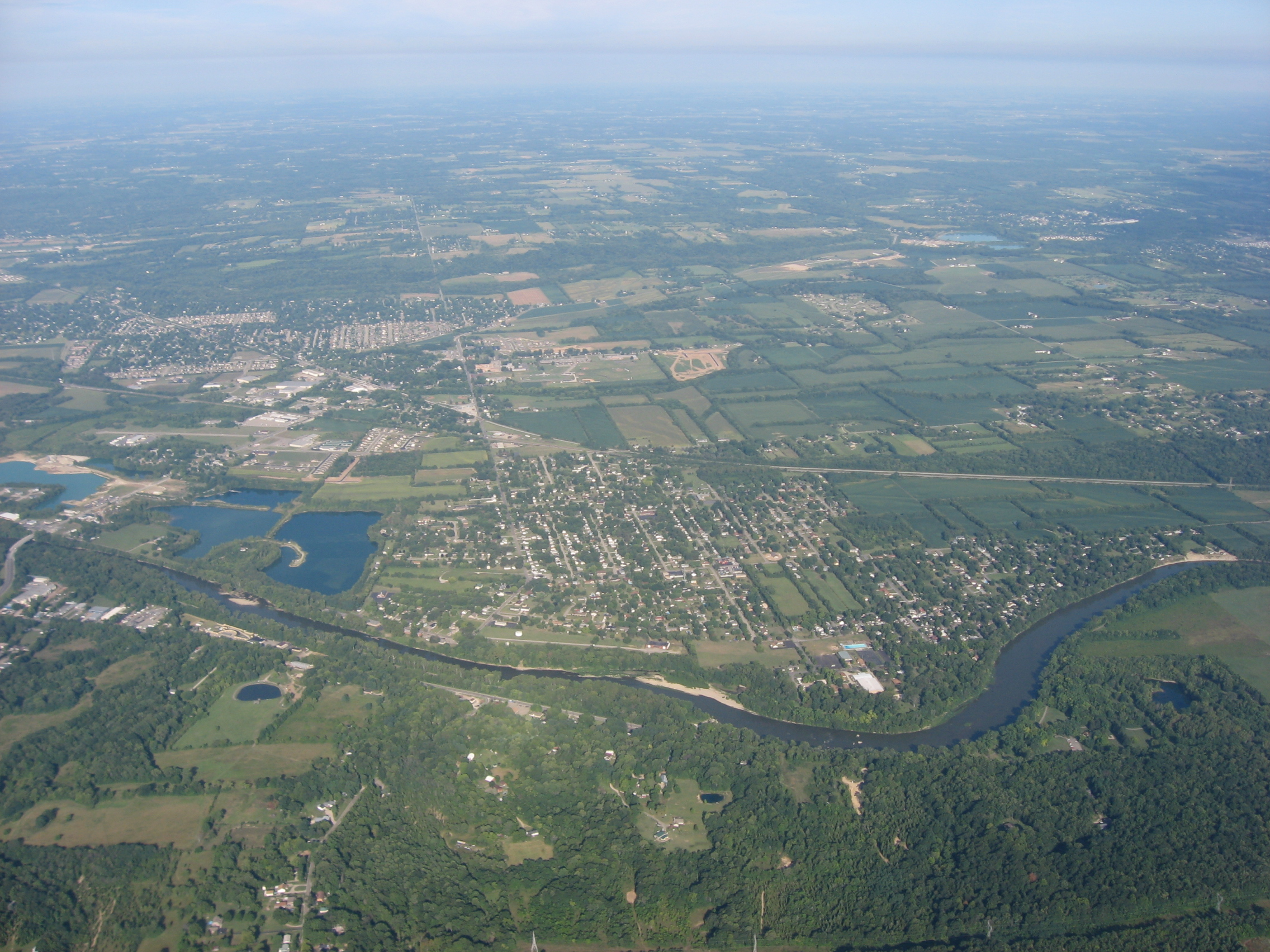
上空から見たシャトークア。

シャトークア（Chautauqua [tʃəˈtɔːkwə])：別表記として Chautaugua, Chatauqua）は、アメリカ合衆国の州であるオハイオ州のモンゴメリー郡とウォーレン郡にまたがる非法人地域。位置は、北緯39度35分28秒 西経84度17分47秒 / 北緯39.59111度 西経84.29639度座標: 北緯39度35分28秒 西経84度17分47秒 / 北緯39.59111度 西経84.29639度 (39.591072, -84.296293)である。グレート・マイアミ川西岸の郡境界上にある。1901年に310エーカー（1.38平方キロメートル）の広さで設定された。当時は、マイアミ・ヴァレー・ショトーカ（シャトークア）協会 (the Miami Valley Chautauqua Association) の会員たちがおもに居住し、200世帯ほどを構えていた。
シャトークア範域のうち、モンゴメリー郡側は、デイトンの大都市統計地域 (Dayton metropolitan area) に含まれ、ウォーレン郡側は、シンシナティ＝ミドルタウンを含み、オハイオ州、ケンタッキー州、インディアナ州にまたがるシンシナティ＝ノーザン・ケンタッキー大都市統計地域の一部となっている。